# 野村邦丸
野村 邦丸（のむら くにまる、1957年1月17日 - ）は日本のフリーアナウンサー。茨城放送（現在のLuckyFM茨城放送）・文化放送の元アナウンサー。本名は、野村 邦夫（のむら くにお）。身長は167cm、体重83kg。
神奈川県川崎市川崎区出身。日本大学明誠高等学校、日本大学法学部新聞学科卒業後、茨城放送に入社した。同社アナウンサー、フリーアナウンサーとして活動後、中途採用で文化放送に入社した。2017年1月31日に同社を定年退職し、2月1日から株式会社 セントラルミュージック (JCM) 所属のフリーアナウンサーとなった。

## 担当番組

### 現在の担当番組
- くにまる食堂（文化放送、2022年4月4日から2024年3月29日までは月 - 金、2024年4月1日以降は月 - 木）

### 過去の担当番組

#### 文化放送
- 文化放送ライオンズナイター
- 文化放送ホームランナイター
- 邦丸・ナースのラジオ横丁一番地（1991年10月 - 1993年3月）
- ピッピッポーン! まんまる玉子の邦丸じゃ（1994年4月 - 1997年3月）
- 野村邦丸の夕焼けアタックル（1997年4月 - 1999年3月）
- スポーツバンザイ 邦丸がゆく（1997年4月 - 1997年9月）
- サンデースペシャル にちよう道楽王（1997年10月 - 1999年3月）
- 野村邦丸の気分はZUNZUN!（1999年4月 - 2002年9月）
- 野村邦丸のごきげん!二重丸◎（2002年10月 - 2005年3月）
- くにまるワイド ごぜんさま〜 （2005年4月 - 2010年9月）
- くにまるジャパン（2010年10月 - 2016年9月　
  - くにまるジャパン 極（2016年10月 - 2022年3月） - 文化放送退社後も引き続き担当
- 競艇関連情報番組（ナイターシーズン 日曜 16時30分 - 16時55分、ナイターオフ 日曜 16時00分 - 16時55分）
  - 遠藤久美子のパステルターン（2002年4月 - 2003年12月）
  - 山本譲二・野村邦丸 マクリ注意報!（2004年1月 - 2007年9月）
  - 兵藤ゆき・野村邦丸ブイブイトーク（2007年10月7日 - 2011年4月3日）
  - もっと! 遊ぼーと!!（2011年4月10日 - 2013年3月31日）
  - 圭市・邦丸☆ドリボート （2013年4月7日 - 2016年3月27日）
  - MAX・邦丸 Ride on Boat （日曜 16時00分 - 16時55分、2016年4月3日 - 2020年3月29日）
- かに道楽の春夏秋冬 おいしい話
- 宏子先生の動物クリニック
- 玉川美沙 たまなび（「クイズたまってチャリンジ」問題出題、平日16時55分ごろ・17時13分ごろ、2009年4月 - 2010年10月1日）
- 阪神淡路大震災から15年 ひょうごから伝えます（2010年1月11日 8時30分 - 11時00分）ラジオ関西と文化放送の共同制作）
- ビューティフル・メロディーズ〜よみがえる青春のポップス（文化放送、2023年1月2日 - 2025年3月28日、2024年4月5日以降は毎週金曜日『くにまる食堂フライデー ～どうした!?一蔵!〜』内で11時38分ごろ - 11時46分ごろ）

#### 茨城放送
- 若者通り22時 夜はこれから（金曜日担当）
- ザ・モーニング 野村邦夫です

## エピソード
- マイクネームの邦丸は、1991年のナイターオフ番組「邦丸・ナースのラジオ横丁一番地」のパーソナリティーに起用される際、先輩で元文化放送アナウンサーの菅野詩朗が野村本人に告知せず命名した[2]。
- 茨城放送時代の愛称は、野村の体型をドラえもんに例えて「ドラ（ちゃん）」だった。
- 茨城放送で『若者通り22時 夜はこれから』のパーソナリティを務めていた時、局舎の前でこたつに入って豚汁を食べながら放送したが、聴取者が続々と訪れて道路が渋滞した[3]。
- 茨城放送アナウンサー時代に、あるレコード会社からレコードのリリースの話を受けたことがある[3]（後に自分の単独ではないが、#CDの節にあるように自分が参加するCDをリリースしている）。
- 野村の受験時、文化放送は野球実況が出来るスポーツアナウンサーを中途採用するため、応募に際して実況録音テープの提出を義務付けていた。野村は実況に自信がなかったが茨城放送時代の自分の実況テープを聴いて「所々、上手いところがあるなあ」と感じた。一試合すべての実況の提出が求められたが、友人に依頼して複数試合の実況から上手い部分だけを編集した録音テープを提出し、入社となる。入社当時はプロ野球実況も担当した[2]。
- 番組の企画で、富士山の八合目まで登った。
- 『玉川美沙 たまなび』の「クイズ5パーソンズ」コーナーで、菅野詩朗の代理として出演した。
- アメリカのロックバンド「シカゴ」の30年来のファンで、2008年の文化放送アナウンサーカレンダーに「ダイジナモノ」としてシカゴの直筆サインを携えて写っている。
- 2001年12月に港区立赤坂区民センター区民ホールで行われた、サンスタープレゼンツ:文化放送開局50周年記念アナウンサー特別公演、芝居『忠臣ぐらっちぇ』（原作立川志の輔、演出脚本かわのをとや）で、元アナウンサーの藤木千穂とともに主役として、邦丸は赤穂浪士、深野銀衛門役、藤木千穂は大工の娘、おみつ役、をそれぞれ演じた。後にビデオとしてプロシードと文化放送開発センターが販売し、新宿区若葉の「文化放送ちけっとぽ〜と」と「文化放送ラジオショッピング」のみで限定販売された。
- 好きなタイプの女性芸能人として、日野てる子[2]、ピンキーとキラーズのボーカル今陽子の名を挙げた[4]。
- 声優の古本新乃輔と親交が深く、古本がパーソナリティを務めた文化放送の『古本新之輔のパラシュート遊激隊』、『古本新之輔 ちゃぱらすかWOO!』に準レギュラーとして不定期出演し、後者で古本のピンチヒッターを務めた。
- 高校の1年後輩にTM NETWORKの宇都宮隆と木根尚登がいる。
- 二人の娘がいるが[5]、そのうち一人の娘の夫はお笑いコンビ『プラスワン』のメンバーの早戸裕である[6]。
- 長年ボートレースの番組を務めたが、文化放送でスポーツ部に所属した時はレース実況を担当せずに他部署へ移動した[7]。
- 自らのWikipediaが長期間編集されず、放置されていることに若干の寂しさを感じている[出典無効]。
- 2022年6月17日の埼玉西武ライオンズ対オリックスバファローズ戦（ベルーナドーム）の文化放送ライオンズナイターでゲストで主演した。その際、29年ぶりに2回裏まで実況を行う。自身の実況の最後に「これが生涯最後の野球実況でした。」と発言し、解説の東尾修から「引退ですね？」と聞かれ「野球実況引退です。」と認めた。なお実況はその後斉藤一美が引き継いだ[8]。

## キャラクター作り
- 自身が担当する番組内の野村係長シリーズで「野村係長（主任）」「肛門ちゃま」「DJデブジャン」などのひょうきんなキャラクターを演じている。
- キャラクター同様に番組内でものまねをすることも多い。レパートリーはおすぎとピーコや、谷村新司、東尾修、吉田たかよし、玉川美沙など、邦丸自身が対面したことがある人が多い。東尾は比較的好評であったが、その他のキャラクターは似ていないものが多いが笑いを呼ぶことも多く、「松浦亜弥をやれ」と指示された際はやけくそで大橋巨泉風に「はっはっは、松浦亜弥です」とまねて爆笑を誘った。大橋巨泉のまねは、茨城放送アナウンサー時代から得意[3]とした

## 関連書籍
- 「ラジオパーソナリティー　〜22人のカリスマ〜」軍司貞則著　（扶桑社 1998年5月発売、ISBN 4-594-02467-X）
  - P427 - P450で、日本大学在学中 - 茨城放送時代 - 文化放送入社当時 - サンデースペシャル にちよう道楽王担当時までの経歴を軍司が本人のインタビューと共に、詳しく解説している。
- 「野村邦丸＆イカ山ゲソ助の放送業界入門　〜なんて気楽なラジオのしごと」（インデックスマガジンズ 2004年9月発売、原作:杁山恭弘、制作:文化放送、ISBN 4-86048-152-6）
  - 内容は『野村邦丸のごきげん!二重丸◎』放送当時の邦丸と同番組のディレクターだった杁山恭弘(いりやまやすひろ。通称「イカ山ゲソ助」現・文化放送名古屋支局長)による「お互いの罵り合い＋プライベート暴露＋社内業務の責任転嫁的」な内容である。
  - 文化放送が毎週配信するメールマガジン『1134er』（読みはイイザンサー）の配信内容を元に、2人が対談形式で「邦丸"熟女サイト事件"」「杁山"文化放送トイレ内イカジェット事件"」等々、過去に2人が社内外でやらかした品性の無い行動及び言動を次々と暴露し合う。
  - 「クイズミリオネア」をパクり、お互いの知られざるプライベート＆品性の無さを問題形式で暴露し合う「クイズダメオネア」コーナーや、邦丸、杁山、それぞれに対し二人が過去番組で係わった事が有るみのもんた、おすぎとピーコ、奈美悦子、弘兼憲史、ガレッジセールらが、二人の真の生態を赤裸々に語った「スペシャルインタビュー」などを収めている。
  - 付録としてペーパークラフト仕様の「社員生活疑似体験　すごろくキット」「ダメ人間　認定スタンプ」「ダメ人間　診断テスト」、巻末の止めとして邦丸、杁山をデフォルメしたキャラクターを模した「特製ペーパークラフト」が添付された。
- 「Mr.Babe - Vol.01」MILLION PUBLISHING 2016年3月24日発売　ISBN 978-4-8130-8219-4
  - P104、105ページ小物使いをテーマとした「Change The Pochayista」のコーナーで、普段姿の「Before」と着飾った「After」姿が掲載された。

## CD
- 「パラシュート遊撃隊スペシャル　〜番外編〜」(1996年12月5日発売、バンダイミュージック/APCM-5093)
  - 1995年秋頃から1997年9月まで、毎週土曜日22:30 - 23:00の時間帯に放送された番組「古本新之輔のパラシュート遊撃隊」の番外編ドラマCD。出演者は古本新之輔、國府田マリ子、白鳥由里、池澤春菜、井上喜久子、南央美、野村邦丸。
- 「青空」c/w「青春アドリブ野郎」　上々颱風 with 野村邦丸(2002年10月17日発売、エムアンドアイカンパニー/MYCD-20005)
  - オリコンシングルチャート192位が初登場兼最高位で、すぐに圏外に去って行った。
  - 「青空」では上々颱風のメンバー白崎映美、西川郷子らと交互にボーカルを取り、「青春アドリブ野郎」では、邦丸がメインボーカルを取っている。なお、「青空」に関しては同年に発売された上々颱風のオリジナルアルバムとベスト盤に邦丸のボーカルがフィーチャーされたバージョンが収録されなかった事を本人は後に知ることとなり、その件に関しては今でもとても切ない気持ちを持っている様子。
  - アートワークは「遠藤久美子のパステルターン」（BOAT RACE提供、2002年 - 2003年）で共演（邦丸がアシスタント）した遠藤久美子が手掛けている（タイトルロゴ、歌詞カード内のイラストは勿論、「大蛇」をモチーフにしたCDを収納するジュエルケースのデザインワークまで全て彼女が手掛けるといった凝り様だった）。